# Luis Tosar
Luis López Tosar (Lugo, 13 oktober 1971) is een Spaans acteur.

## Filmografie

### Film
Uitgezonderd korte films en televisiefilms.
| Filmografie als acteur |                                          |
| Jaar                   | Titel                                    |
| 1998                   | Atilano, presidente                      |
| 1999                   | Flores de otro mundo                     |
| 1999                   | Celos                                    |
| 2000                   | El corazón del guerrero                  |
| 2000                   | Sé quién eres                            |
| 2000                   | Leo                                      |
| 2000                   | La comunidad                             |
| 2000                   | Besos para todos                         |
| 2001                   | Lena                                     |
| 2001                   | Visionarios                              |
| 2001                   | Sin noticias de Dios                     |
| 2002                   | Semana Santa                             |
| 2002                   | Los lunes al sol                         |
| 2002                   | Trece campanadas                         |
| 2003                   | El lápiz del carpintero                  |
| 2003                   | El regalo de Silvia                      |
| 2003                   | Te doy mis ojos                          |
| 2003                   | La flaqueza del bolchevique              |
| 2004                   | La vida que te espera                    |
| 2004                   | Inconscientes                            |
| 2005                   | One Day in Europe                        |
| 2005                   | El mundo alrededor                       |
| 2005                   | La noche del hermano                     |
| 2005                   | Aupa Etxebeste!                          |
| 2006                   | Cargo                                    |
| 2006                   | El don de la duda                        |
| 2006                   | Miami Vice                               |
| 2006                   | Las vidas de Celia                       |
| 2007                   | Hotel Tívoli                             |
| 2007                   | Casual Day                               |
| 2007                   | Normal con alas                          |
| 2008                   | La noche que dejó de llover              |
| 2009                   | The Limits of Control                    |
| 2009                   | Celda 211                                |
| 2010                   | La sinapsis del códice                   |
| 2010                   | Mr. Nice                                 |
| 2010                   | 18 comidas                               |
| 2010                   | Lope                                     |
| 2010                   | También la lluvia                        |
| 2011                   | Crebinsky                                |
| 2011                   | Mientras duermes                         |
| 2012                   | O Apóstolo                               |
| 2012                   | Operación E                              |
| 2012                   | Una pistola en cada mano                 |
| 2012                   | Que pena tu familia                      |
| 2013                   | A Night in Old Mexico                    |
| 2014                   | Os fenómenos                             |
| 2014                   | El Niño                                  |
| 2014                   | Musarañas                                |
| 2014                   | Murieron por encima de sus posibilidades |
| 2015                   | Little Galicia                           |
| 2015                   | A cambio de nada                         |
| 2015                   | El desconocido                           |
| 2015                   | Ma ma                                    |
| 2016                   | Cien años de perdón                      |
| 2016                   | Toro                                     |
| 2016                   | 1898: Los últimos de Filipinas           |
| 2016                   | Plan de fuga                             |
| 2018                   | Yucatán                                  |
| 2018                   | Ola de crímenes                          |
| 2018                   | La sombra de la ley                      |
| 2019                   | El increíble finde menguante             |
| 2019                   | Quien a hierro mata                      |
| 2019                   | Ventajas de viajar en tren               |
| 2019                   | Intemperie                               |
| 2020                   | Adú                                      |
| 2020                   | Hasta el cielo                           |
| 2021                   | Way Down                                 |
| 2021                   | Maixabel                                 |

### Televisieseries
Uitgezonderd eenmalige rollen.
| Filmografie als acteur |                        |                     |
| Jaar                   | Titel                  | Aantal afleveringen |
| 1997                   | La casa de los líos    | 2                   |
| 1998–2001              | Mareas vivas           | 49                  |
| 2020                   | Los favoritos de Midas | 6                   |